# Coelioxys hosoba
Coelioxys hosoba is een vliesvleugelig insect uit de familie Megachilidae. De wetenschappelijke naam van de soort is voor het eerst geldig gepubliceerd in 2003 door Nagase.